# Moe Poaty Ier
Moe Poaty Ier, est un monarque du royaume de Loango.
Portant le titre de Kamangou wu Kama Mbou (Kamangou qui assécha la mer en langue vili), il fut choisi par un processus de monarchie élective en 1773. 

## Biographie
En 1766, N'Gangue M'Voumbe Makosso Ma Nombo, le neuvième et dernier roi de la dynastie des Buvandji,, forgerons et fondateurs du royaume de Loango, meurt. Les populations ne supportant plus les exactions des Buvandji, il s'ensuit un long interrègne de 7 ans entre 1766 et 1773. La régence est alors exercée par les vingt-sept clans primordiaux Nkongo Vili, qui se réclament d'une lignée commune grâce au héros mythique Bunzi.  
À la suite de cette rupture dynastique, les vingt-sept clans envoyèrent une délégation au village Banana, non loin de Moanda, en République démocratique du Congo, où se trouve le sanctuaire (« tchibila ») consacré à Bun : zi, entretenu et gardé par le Tchinthomi Tchibun : zi, le grand prêtre officiant pour cette déité. Sous les recommandations de ce dernier, une fillette nommée Nombo Sinda, fut choisie puis élevée par le Nthomi Bun : zi, qui la déflora et la féconda. Nombo Sinda fut alors ramenée par mer et débarqua non loin de Diosso, sur une place qui reçut le nom de Sinda de cet événement et le porte encore.
Nombo Sinda d'origine Bongo (pygmée du Mayombe), fut ensuite mariée à un homme appartenant au clan Kondi, avec qui elle donna naissance à une fille dénommée Mwe Nthumba, puis à un fils nommé, Mwe Pwati 1er, qui devait être le premier héritier de la nouvelle dynastie. Le clan Kondi finit donc par s'imposer. Le pouvoir royal, est alors réduit à des actes religieux, en sus d'un privilège fiscal sur la traite négrière et administratif sur les nominations. Il se trouve dès lors limité par de nombreux interdits et la réalité du pouvoir est transférée aux ministres et aux gouverneurs de sept provinces choisis par les clans.
Moe Poaty Ier était un prophète, qui maitrisait les éléments naturels, possédait de nombreux pouvoirs magiques et pratiquait la divination. Ses hauts faits sont toujours relatés par la vénération populaire. Il a atteint le degré suprême de l'initiation sacrale de Ma Loango.